# Rubén Hinojosa
Rubén Eloy Hinojosa est un homme politique américain né le 20 août 1940 à Edcouch. Membre du Parti démocrate, il est élu du Texas à la Chambre des représentants des États-Unis de 1997 à 2017.

## Biographie
Rubén Hinojosa est originaire d'Edcouch dans le sud du Texas. Il est diplômé d'un Bachelor of Business Administration de l'université du Texas à Austin en 1962. Il obtient son Master Of Business Administration en 1980 à la University of Texas–Pan American (en), où il devient professeur adjoint.
En 1972, il entre au conseil des écoles de la ville de Mercedes. Il siège ensuite au conseil de l'éducation du Texas de 1974 à 1984. En 1993, il prend la présidence conseil du South Texas College (en).
En 1996, il est élu à la Chambre des représentants des États-Unis dans le 15e district du Texas avec 62,3 % des voix face au républicain Tom Haughey. De 1998 à 2014, il est réélu tous les deux ans avec toujours plus de 55 % des suffrages. Il annonce en novembre 2015 qu'il n'est pas candidat à un dixième mandat en 2016.